# Chatra (huyện)
Huyện Chatra là một huyện thuộc bang Jharkhand, Ấn Độ. Thủ phủ huyện Chatra đóng ở Chatra. Huyện Chatra có diện tích 3700 ki lô mét vuông. Đến thời điểm năm 2001, huyện Chatra có dân số 790680 người.